# サマセット・ハウス (パーク・レーン)
サマセット・ハウス (パーク・レーン) (英: Somerset House, Park Lane) は、イギリス、ロンドン、メイフェア地区の主要道パーク・レーン (英語版) の東側にかつてあった、18世紀のタウンハウスである。1769年から70年にかけて建てられ、1915年に取り壊された。パーク・レーン40番として知られていたが、現在の地番では140番にあたる。
邸宅の自由保有権  はグローヴナー家が持っていたが、不動産賃借権  は、第2代ベイトマン子爵 (英語版) 、英領インド初代総督ウォーレン・ヘースティングズ、第3代ローズベリー伯爵と承継され、次いで賃借人となったサマセット公の名前が邸宅名として長く残ることとなった。最後の賃借人は出版社経営者のジョージ・マレー・スミス (英語版) とその妻であった。

## 歴史

### ベイトマン子爵 (1769-1789)
サマセット・ハウスは1769年から70年にかけて、第2代ベイトマン子爵ジョン・ベイトマンにより建てられた。設計はマスター・カーペンター (棟梁) のジョン・フィリップス (英語版) で、彼はグローヴナー地所 (Grosvenor estate) の北西の角の全ての開発の "引受人" だった  。
新しい邸宅はパーク・レーンに面して建てられ、正面玄関はヘレフォード・ストリートに続く中庭に備えられていた。邸宅は地上4階建てで、フロア全体を拡張する出窓がつけられていた。ひとつのベイはパーク・レーンに面しており、二つは庭園に面していて、それはノース・ロー  に続いていた。現存するサマセット・ハウスの描写画によると、邸宅は化粧しっくいに覆われていて、ファサードはおそらく煉瓦造りで、窓にはポートランド石があしらわれていた。1階のエントランス・ホールにはポートランド・ストーンが敷きつめられていて、ダイニング・ルーム (食堂)、ドローウィング・ルーム (客間)、ドレッシング・ルーム (化粧室) に続いていた。階段には石段と鉄の手すりが付いており、ホールから2階に続いていて、そこにはベイトマン夫人の寝室と化粧室を含む3つの主要な部屋があった。中庭の北端はオックスフォード・ストリートにつながっていた。そこには堅牢な建物が建っており、地下には台所が作られていて、邸宅と地下通路で結ばれていた  。
ベイトマンは邸宅を完成させるためにフィリップスに7,000ポンド支払うことに同意したが、他の請け負う業者も関与していたため、実際に支払ったのは6,000ポンド以下だったようである  。

### ウォーレン・ヘースティングズ (1789-1797)

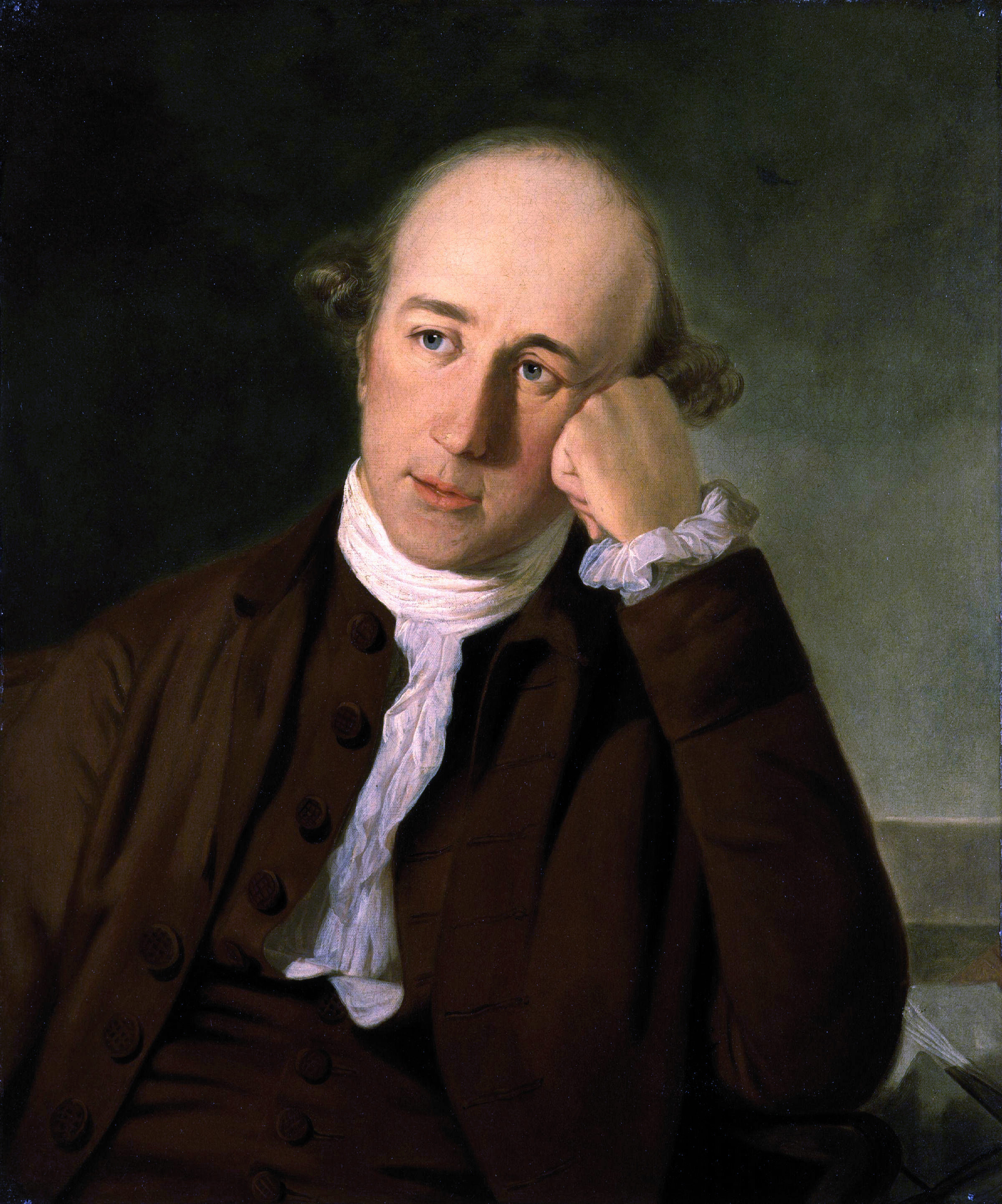
ウォーレン・ヘースティングズ
ティリー・ケトル作

1789年ベイトマンは、英領インド初代総督であったウォーレン・ヘースティングズに邸宅を売却した。売買代金は約8,000ポンドでその半額は一括で支払われ、ヘースティングズは1789年11月に入居した。これは彼が議会から弾劾告発を受けた直後であり、1795年に無罪を勝ち取るまでの長い裁判の間、ロンドンの邸宅として使われた  。1797年にヘースティングズは邸宅をオークションに出し、第3代ローズベリー伯爵ニール・プリムローズが9,450ポンドで落札した。プリムローズは壁の絵画の提供を受けたが、断った。ヘースティングズの日記には、「絵画は無料でクリスティーズで処分した。」との記述が残されている  。

### ローズベリー伯爵 (1797-1808)
ローズベリー伯爵が居住していた11年間については、ほとんど知られていない。1808年、邸宅は第11代サマセット公エドワード・アドルファス・サンモール (英語版) に売却された :75 。

### サマセット公 (1808-1885)

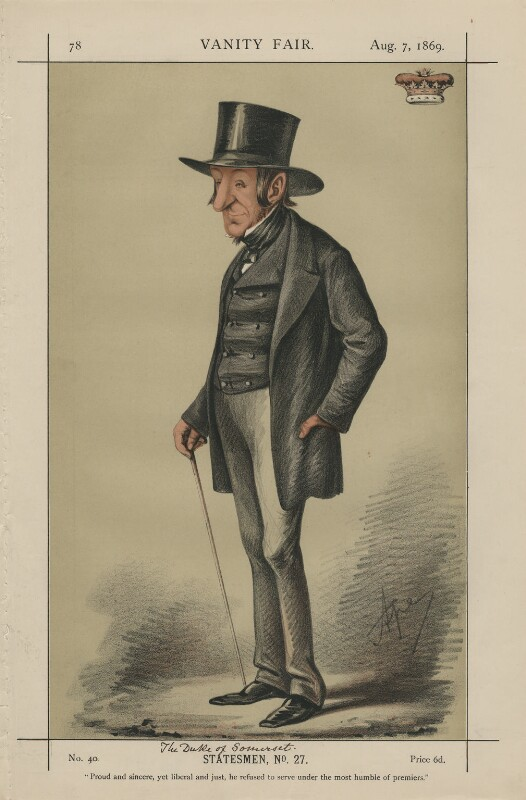
第12代サマセット公
1869年8月

第11代公は邸宅を「サマセット・ハウス」と改称した。後にジョック・コルビル  は、その著作で、「既にその名前が付けられた、より素敵で瀟洒な邸宅があったため、『彼の無遠慮な影』(shade presumptuous of him) である。」と述べている :19 。その邸宅はロンドンにおける3番目の「サマセット・ハウス」となった :127 。
サマセット公は邸宅を増築したかったが、南側に拡張するとキャメルフォード・ハウスが邪魔になるため、そこに住んでいた初代グレンヴィル男爵と交渉したところ、うまくいかなかった。そこで1810年、サマセット公は邸宅と厩舎の間にある中庭に建物を建てることについて、地主である第2代グローヴナー伯爵 (英語版) と話した。しかし、中庭の法的取り扱いについて疑義があり、また、その増築によってヘレフォード・ストリートが暗くなると考えて、グローヴナー伯爵は認めなかった  。
1813年、サマセット公は妻について、弟のウェッブ・ジョン・シーモアに、「シャーロットはタイムの生け垣の上を飛ぶ蜂のように忙しい。彼女は一つの職業のようにその家へ手を入れ、古いものを好むようだ。」と語った  :109 。
1819年、サマセット公は再び中庭への建設を考え、グレンヴィル男爵とグローヴナー伯爵との交渉の後、キャメルフォード・ハウスのライブラリーの窓の近くまで、2階建ての短い増築部が建てられた。1821年あるいはその翌年には、北側に1階建ての玄関回廊が追加された  。
サマセット公の最初の妻は1827年にサマセット・ハウスで亡くなり、1855年には彼が亡くなった。その後、彼の2番目の妻が、亡くなる1880年までその家にいた。
第12代サマセット公エドワード・シーモア (英語版) はウィリアム・キュービット・カンパニー社  に委託して邸宅の修復を行ったが、1885年に彼が死去した後は、数年間空き家だった  。
第12代公は「パーク・レーン40番 (40, Park Lane )」という住所名を使用していた :531 。彼はサマセット・ハウスを娘のハーマイオニー・グラハムに遺し、彼女は1888年に未亡人となった。1890年、ハーマイオニーと息子の第4代準男爵ロバート・グラハム (英語版) は、サマセット・ハウスをスミス・エルダー・アンド・カンパニー社   の社長ジョージ・マレー・スミス (英語版) に売却した :318 。

### ジョージ・マレー・スミス (1890-1915)

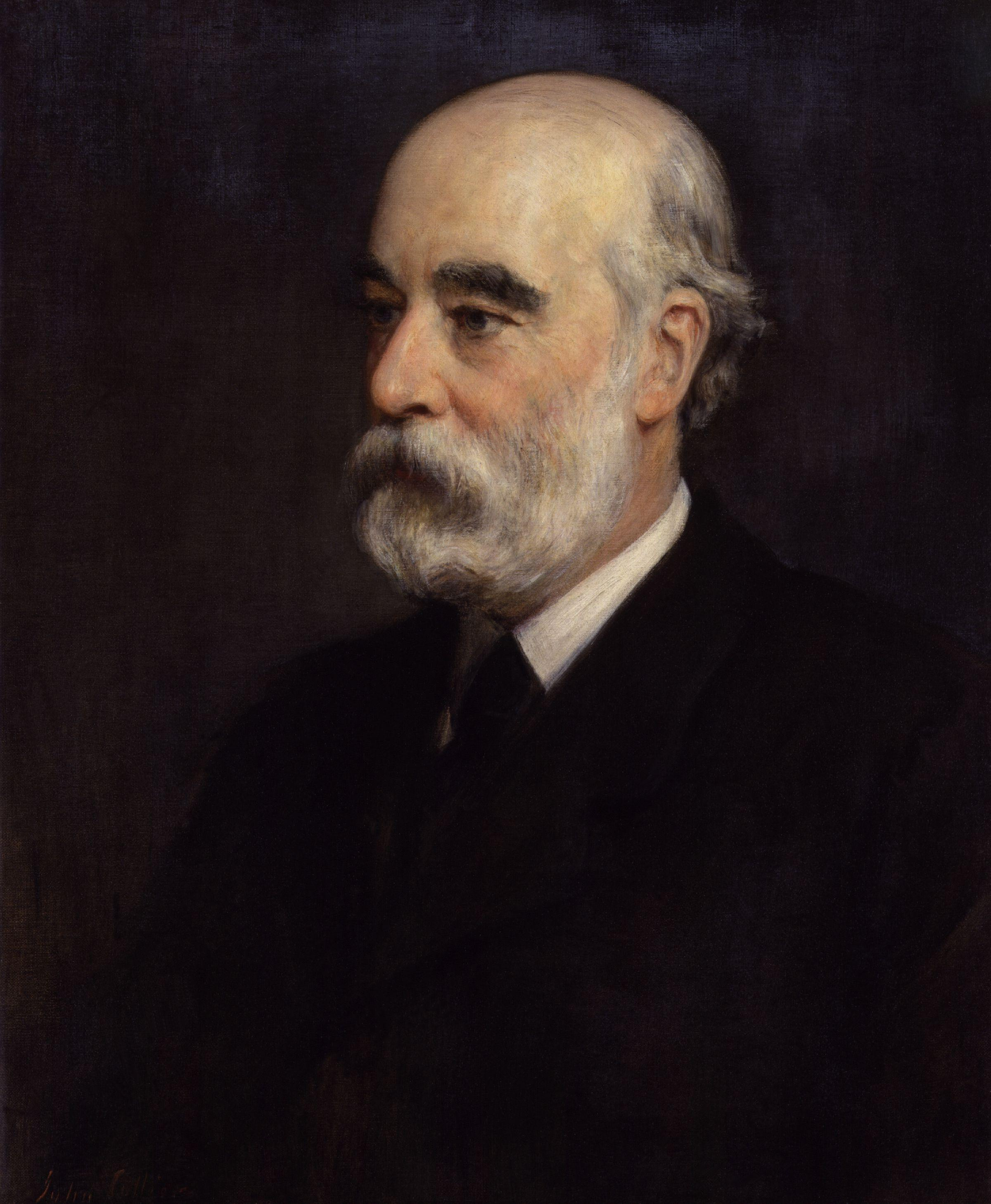
ジョージ・マレー・スミス
ジョン・コリアー作

ジョージ・マレー・スミスは1901年に亡くなるまで、サマセット・ハウスを居宅とした。彼の家族による賃借契約は1915年まで続き、彼の未亡人は1914年5月まで住んでいたが、1906年にはキャメルフォード・ハウスと共に、サマセット・ハウス一帯の再開発のための交渉が始まっていた :181–182, 527–528 。第2代ウェストミンスター公爵ヒュー・グロヴナー (英語版) は自由保有権者  として、「40番」への敬意と歴史的背景を考慮し、2つの建物の解体を許可するのには不安を感じていたが、最終的にこの計画に同意した。キャメルフォード・ハウスは1913年に解体された  。邸宅を離れるときスミス夫人は、タイバーン  行きの囚人に使っていたと言われる独房を含む、鎖付きの地下室があると主張したが、その時のグロヴナー地所の調査員エドモンド・ウィンペリスの調査によると、その類のものは何も見つからなかった :495–6 。

### 解体
1901年、雑誌「アーキテクチュラル・レビュー」(The Architectural Review、建築評論の意 ) (英語版) には、「パーク・レーンの以前の『カジュアルな優雅さ』は、もう1つのマンハッタンの5番街に作り変えられたかのような『けばけばしい虚飾と浪費』(frippery and extravagance ) に取って代わられた。」との論評が掲載された :42–43 。1905年の新聞によると、「主要道にはあまり人気がなくなっていて、邸宅のうち8件が貸し出されるか、売られる。」その後、バスの騒音への苦情が出て、1909年までには不動産価値は低下した。これらの要因により、サマセット・ハウスは1915年に解体された。開発には民衆からの反対があったが、その敷地にはフランク・ヴェリティ (英語版) 設計によるアパート (flat) が、1915年から19年にかけて建設された  。
サマセット・ハウスが解体されたとき、4つのマントルピース  がグロヴナー地所の他の邸宅に移設された。2つはグリーン・ストリート11番、残り2つはパーク・ストリート50番で、それらは1980年代まで残っていた :510,540 。
かつてサマセット・ハウスがあった敷地には、現在ロンドン・マリオネット・ホテル・パーク・レーン (英語版) が建っている。